# Balgowlah, New South Wales
Balgowlah este o suburbie în Sydney, Australia.